# Gelastorhinus pictus
Gelastorhinus pictus är en insektsart som först beskrevs av Walker, F. 1870.  Gelastorhinus pictus ingår i släktet Gelastorhinus och familjen gräshoppor. Inga underarter finns listade i Catalogue of Life.